# ホワイトボックス (パソコン)
ホワイトボックス（英語:White Box）とは、特定のブランドを持たないノーブランドパソコンや、卸売業者や販売店、ソリューションプロバイダーなどが自社のブランドをつけて販売するプライベートブランドパソコンやショップブランドパソコンのことである。広義にはナショナルブランド以外の中小零細企業が組立・販売しているパソコンの総称であり、狭義にはデスクトップパソコン型のホワイトボックスを指す。
なおノートパソコンをホワイトブック、タブレット型パソコンをホワイトボックスタブレットと呼ぶこともある。またホワイトボックスを組み立てるメーカーのことをホワイトボックスビルダー やシステムビルダー と呼ぶこともある。

## 概要

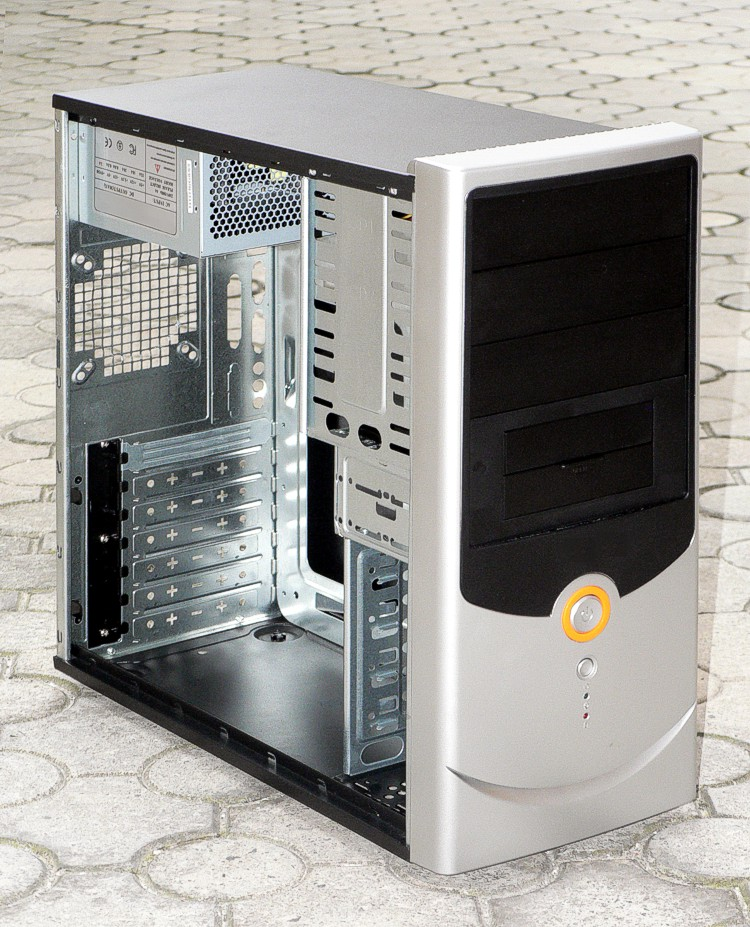
ATXミドルタワー型ケースを採用した、典型的なホワイトボックスパソコンの例。

「ホワイトボックス」の本来の意味は、仕様が公開されている事である。1980年代に発表されたPC/AT互換機は部品の仕様が公開されており、その仕様に従って作られた部品を世界中から安価に調達してパソコンを組み上げることが出来た。ホワイトボックスはこの仕組みを最大限に活用して、問屋などの流通経路（販売チャネル）から汎用部品を調達し
、受注生産で組み立てたパソコンである。一方、大手家電メーカーなどのナショナルブランドは部品メーカーと直接交渉（ダイレクトOEM）して専用部品や汎用部品を調達し、見込み生産で組み立てたパソコンである。ホワイトボックスの方が製造のリードタイムや納期、部品調達の柔軟性 に優れており、在庫が発生しない。また、ホワイトボックスはパーツ単位まで分解して切り分けるとほぼ全てが汎用部品やベアボーンなどの既製品やパーツメーカーが業務用向けモデルとして設計・製造した汎用パーツで、これをベースとして組み立てられていることも特徴で、大半の製品の構造は同様に汎用部品を使用して組み立てる自作パソコンに似通っている。製品の企画・開発の部門もいわばパソコン組立業のそれに特化したものになっているため、設計や検証などの部門は省略ないし大幅に簡略化しており、専門知識や技術を持つ高度な専門職の雇用も最小限度で済ませ、ナショナルブランドと比べれば人件費やトータルコストを大幅に圧縮している。これがホワイトボックス・メーカーの価格競争力の根源である。
2000年代以降、日本のホワイトボックス・メーカーのトップ企業の生産規模は拡大し、一社で数十万台/年に及ぶものも現れた。これはナショナルブランドの下位グループに続くスケールであり、マイクロソフトや大手パーツメーカーが特定の大口取引者として何らかのプレミアを付与しているメーカーも日本国内に複数存在する。売上高は数百億円規模で上場して資金調達をしたり、企業グループを形成してサプライチェーン・マネジメントで経費を削減しており、かつての牧歌的な家内工業の時代とは別次元の競争になっているが、その反面でパソコン自体の生活家電化が並行して進み、また海外のパーツメーカーのホワイトボックスの日本市場への参入も相次ぎ、国内の既存各社はいずれも販売数量や利益率の向上などに頭を悩ませている一面がある。

## 生産体制
ホワイトボックスはパソコン専門店が店頭で部品を一から組み上げて自作し、ショップブランドとして販売するイメージがある。確かに1990年代前半・中盤の「DOS/Vショップ」では、そのような形態だったようである。しかし1990年代後半から徐々に産業化が進んだ。例えばマウスコンピューターは1993年に春日部市の自宅店舗「高島屋衣類店」の一角で営業を始めたが、1998年には株式会社化した。製造は工場で行われるようになり、日立製作所豊川工場（愛知県豊川市） などに生産を委託し、ファブレス企業化した。その後は一転してiiyamaを買収し自社工場（長野県飯山市）として整備している。ホワイトボックス各社は自社工場を所有しており、例えばKOUZIROは山口県山口市、パソコン工房（ユニットコム）はICMカスタマーサービスの工場（島根県出雲市） で大量生産している。受注方式にはBTO（受注生産）やCTO（受注仕様生産）などがあり、CTOの方がカスタマイズの範囲が広いようである。工場ではセル生産方式やライン生産方式で生産し、法人向けに大量のカスタマイズの手間を省くコンフィグレーションサービスを提供している会社もある。
一般にホワイトボックスでは大手電機メーカーのナショナルブランドが付けられた製品よりも低価格に設定されており、また低価格による競争力を確保しなければ立ち行かない。そのため、製造・物流やこれにまつわる各種人件費などのコストの削減はメーカーにとって重要な要素であり徹底される。メーカー各社は部品の共同購買の仕組みを作ったり、メーカー同士で合併したりしている。2007年にはMCJ（マウスコンピューター）の傘下にユニットコムが入り、両社で日本のホワイトボックス市場のシェアの半数を超えた（自称）。またパソコンの部品は陳腐化が激しく月に平均6％～10％、最悪で30％も価格が下がり損が出るので、受注情報を10分単位で部品商社と共有するITシステムを構築する企業もある。
以上のようにして作られたホワイトボックスはメーカー自身による通信販売がなされている他、家電量販店やパソコン専門店に供給されており、店頭で販売されるものの多くは店頭では各社の「ショップブランドパソコン」として販売されている。例えばマウスコンピューターは2003年度に約10社に対して約12万台を納品し約180店舗で販売した。

## 歴史

### 1990年代後半
1997年、アメリカに格安パソコンブームが訪れた。「サブ1000ドルPC」と呼ばれる1000ドル以下のパソコンが、それまでパソコンを使っていなかった低所得者層や企業にヒットしたのである。このパソコンは当時最新のMMX Pentiumではなく、旧世代のPentiumやAMD・サイリックスのような互換CPUを使うことでコストを下げていた。1997年以前は1500ドル以上が普通だったパソコンはコモディティ化し、「サブ800ドルPC」や「サブ500ドルPC」までもが登場した。
低価格化を推し進めたのは、小売業者である。例えばマイクロセンターは「サブ500ドルPC」で名を馳せた。このPCは台湾メーカーに格安のマザーボードを作らせ、国内業者に組み立てさせたホワイトボックスであり、自社ブランドをつけて販売した。小売業者にとって格安パソコンは薄利多売だが、ユーザー層が広がったことで売り方次第では売り上げを伸ばすことが出来る商材になった。ホワイトボックスは米国内で640万ユニットが販売され、最大手のコンパックよりも多く売れた
この状況は従来の見込み生産のビジネスモデルでは想定外であり、周期的に陳腐化する在庫の損失を補填できなくなった。有力な対策として「ホワイトボックス」「BTO（ダイレクトモデル）」「チャネル・アセンブリ」が脚光を浴びた。チャネル・アセンブリとは卸などの流通業者がBTOのようにパソコンを組み立てて販売することで、メーカーや卸の（完成品）在庫を減らすことが出来る方法である。イングラムマイクロのような大手IT商社が積極的に行っており、そのための大規模な生産体制を整えていた。これを使ってホワイトボックスを製造することも可能であり、生産能力の活用策が考え出された。ターゲットは中小のシステムインテグレーターや付加価値再販業者が、中小企業向けシステムに組み込む利益率の高いパソコンやサーバーである。中小の自社生産よりも安いホワイトボックスを売り込むことで置き換えを狙ったが、デルもホワイトボックスを作って参戦し三つ巴の戦いになった。戦いは2000年代前半まで続き、そのせいかアメリカでは1990年代後半にパソコンの約40％、サーバーの約30％がホワイトボックスになったと言われた。
なおマイクロセンターの「サブ500ドルPC」の製造は台湾の精英電腦であり、イングラムマイクロはアメリカのソレクトロンである。これらはElectronics Manufacturing Service（EMS）と呼ばれる電子機器の受託生産を行う企業であり、製造だけでなく企画・開発（ODM）を持ち総合的な製品受注を請け負うことが出来た。これらがパソコン業界の大拡張期を支え、世界中に新しい顧客層を生み出していった陰の立役者であり、特に台湾のEMS業界は中国に進出し隆盛を誇った。

### 2000年代前半
日本でも家電量販店での販売が本格化し、市場規模は大手電機メーカー各社によるナショナルブランド製品の10%と言われた。この時期、ソニーなどナショナルブランド・メーカーの販売が低迷する一方で、デルなどのBTOメーカーやホワイトボックスメーカーが業績を伸ばしていた。ホワイトボックスは徹底した低価格路線ゆえに利益額にやや難があったものの、家電量販店にとっては競合他社と差別化を図り、液晶モニタを始めとする周辺機器をセットとして販売する商材としての魅力があり、またブランドイメージ維持のために自社製品を特売の目玉である激安商品に頻繁に用いられることを嫌う大手電機メーカーの製品と比べれば特売用商材としても用いやすく、各店舗が毎週配布するチラシでも目玉激安商品として恒常的に載せられていた。パソコン専門店にあっても、増え続ける初心者に自作パーツを薦めるよりは完成品のホワイトボックスの方が売りやすく、自作パーツをバラで販売した合計よりもトータルの利益額が多いことからショップブランドの推進に回った。将来的には日本もアメリカ並みの比率になると期待され、デジタル家電的なパソコンを普及させるためにインテルやマイクロソフトが本腰を入れた。その様な状況下で、それまで様々なホワイトボックスメーカーの製品を取り扱ってきた家電量販店業界最大手のヤマダ電機が、国内ホワイトボックスメーカーのフロンティア神代を子会社化し、この業界に本格参入してきた。また、同年には家電量販店やパソコンショップのショップブランドのEMSとして急成長したMCJ（マウスコンピューター）が、マザーズ市場に株式上場を果たした。この様な形で経営規模が巨大化した国内・海外のホワイトボックスメーカーは、マイクロソフトやパーツメーカーとの上位パートナーシップを締結し部材の大量一括仕入を実現し、OS込みで4万円前後の価格帯の製品を競って投入した。他方で、この様なメーカーの販売力強化と価格破壊に対して、業界黎明期から続けられてきたパソコンショップが店舗単位でBTOを受注しパーツを調達し組み立てるという小規模なショップブランドは、価格競争や製品の安定供給能力といった面で全く対抗できず、そのほとんどが成り立たなくなるか、チェーン単位でのOEMモデルに切り替わっていった。
アメリカでは引き続き、デルとホワイトボックスが人気で、2003年～2004年頃までのパソコンの売れ行きは非常に良かった。中小企業向け市場は、デルが投入した小規模オフィス向けホワイトボックスパソコンが中途半端な完成度で不評を被り、結局システムインテグレーターが守りきったようである。ビジネス向けもホワイトボックス・サーバーが人気で、UNIXサーバーが２位（24％）、PCサーバは１位（36％）の売れ行きだった。デスクトップではマイクロソフトの大手優遇策への対抗手段として、Linuxに期待する声が上がったものの、普及のスピードは非常に緩やかであり、2010年代の時点でも、シェアは1～2％程度にとどまっている。
中国ではホワイトボックスは「兼容機」（兼容机、白牌机） と呼ばれ、中関村のパソコン専門店などで客が自作パソコンのパーツを選ぶと、目の前で組み立てて販売する方法が主流だった。ソフトウェアはWindowsやPhotoShopの海賊版をインストールして、コストを下げた。海賊版にも色々なものがあり、例えばWindows XPの海賊版は「番茄花園」（意味: トマトガーデン）の人気が高く、この他に「蘿蔔家園（大根家庭菜園）版」「深度版」「雨林木風版」「上海政府専業版」などがあった。この頃の中国は群を抜いた世界一の違法コピー大国で、違法コピー率も92%（2003年）という氾濫ぶりだった。違法CDは華南地方で大量に作られており、中関村の路上には行商人が沢山居た。ただし、パソコン自体の売れ行きは好調で、早くも2002年には日本を抜き世界第二位のパソコン市場になった。

### 2000年代後半
この時期、日本のホワイトボックス市場から活力が失われていった。結果から言えば、全体のパソコン出荷台数自体が頭打ちとなり、ナショナルブランドから奪取できるシェア的伸びしろも、国内ホワイトボックスメーカー側が期待したほどのものでは無かったのである
。一方で、200x年代の日本のパソコン市場には、ゲートウェイのイーマシンズやデル、ヒューレット・パッカードなどの外資系メーカーが次々と参入し、家電量販店でも販売を始めた。さらにはホワイトボックスメーカーに部品を供給をする立場であったエイサーやASUSなどの台湾メーカーまでもがパーツメーカーとして培った知名度をバックボーンに完成品市場にも本格的な進出を始め、競争相手は増える一方になってゆく。国内ショップブランドパソコンの一大EMSとなっていたMCJも一時は赤字に転落し、事業所の移転集約やコスト削減に追われた。
中国は世界最大の組立パソコン市場だったが、北京オリンピック前後で状況が変わり始めた。格安のネットブックが登場し、経済発展によってメーカー製パソコンにも手が届き始めた。一方で違法コピーの取締りが厳しくなり、「番茄花園」の作者が逮捕され、パソコン販売店の宏図三胞がマイクロソフトに訴えられた。それも影響したか中国の組み立てパソコン市場の成長率が鈍化した。一方で中国の月収は2万円程度であり、メーカー製のパソコンには手が届かないという意見もあった。
世界的に言えることとして、2000年代後半はノートパソコンやネットブックが急激に普及し、両製品を比較すれば可搬性に難があるホワイトボックスにとっては厳しい時代だった。ホワイトボックスのシェアは世界的に減少しているという説もある。パーツメーカーからはノート型の「ホワイトブック」も登場し、ホワイトボックスパソコンメーカー向けのOEMモデルも用意されたが、ネットブックと競合する「ホワイトブック」は小型のものほど注目を集め需要が高い反面で、各パーツの物理的な制限が厳しく、市場やパーツメーカーから安価に大量買い付けできる余剰部品の流用では対応しきれないというネックを抱えていた。また、「ホワイトブック」はその小ささに比例して組立やパッケージ梱包などといった作業が細密になり、作業効率が上がらないという問題も抱えている。

### 2010年代前半
中国では組立パソコン市場に陰りが出て始めた。メーカー製パソコンの価格が５万円台まで下落し、共働きの大家族なら月収で購入できる金額になった。しかし、中国人にとってのパソコンはステータスシンボルという一面もあり、ホワイトボックスパソコンはメーカーブランドの製品よりも一段格下に見られる風潮があり、結局はあらゆるジャンルのパソコンで元IBMのレノボにばかり圧倒的な注目が集まる状況になっている。違法コピーの蔓延（78％）は未だ深刻であり、販売規模が大きいだけに損害額も世界第2位と巨額ではあるが、率だけで見ればトップ10圏外に出た（2010年）。もっとも、パソコンの売れ行き自体は好調であり、2011年にアメリカを抜いて世界第一位のパソコン市場になった。
インドでもパソコン販売は好調であり、2010年時点では年20％の成長率があった（2010年）。世界ではノートパソコンが人気だが、インドでは初心者を中心にデスクトップパソコンに信頼感を持つ人が多く、売れ行きは均衡している。デスクトップパソコンの約半分（45％）は組み立てパソコンである。Windows 7の海賊版が100～500円で売られているが、海賊版は闇市に行かなければ手に入らない。またパソコンはビジネス用で、オフショア開発では欧米企業からライセンス貸し出しがある。そのせいかインドの違法コピー率（64％） は中国よりはまだ低く済んでおり、中国市場に対しては匙を投げた格好のマイクロソフトも、インド市場に対しては関心を持っていると言う。
世界的に見ればクラウドコンピューティングに注目が集まった。クラウドは大量のラックマウント型サーバやブレードサーバで構成されており、その特性上、小型で低消費電力、低価格であることが優先される。また顧客毎にカスタマイズする必要があり、メーカー製の既製品ではコストや用途が合わない場合がある。そのため「Intel ServerSystem」のようなベアボーンを使ったり、ODM方式で作った専用のホワイトボックス・サーバーが好まれている。例えばGoogleやFacebookのサーバーの一部は、台湾の広達電脳のODMである。

## 沿革
- 1984年 - IBM PC/ATがヒットした（前身のIBM PCは1981年）
- 1990年 - DOS/V発表。PC/AT互換機で日本語の表示が一応は可能になった
- 1992年 - サードウェーブが屋号を「DOS/Vパラダイス」に改名した
- 1993年 - マウスコンピューターやツートップが開店した
- 1995年 - パソコン工房が開店した
- 1996年 - KOUZIROが秋葉原に出店し、FIC販売（現・CTO株式会社）がヤマダ電機で販売を始めた[21]
- 1997年 - アメリカで「サブ1000ドルPC」が人気となり、ホワイトボックスが普及した[27]
- 1998年 - フェイスが開店した
- 1999年 - イングラムマイクロとソフトバンクの連合体や、大塚商会と内田洋行とプロトン株式会社の連合体が日本でホワイトボックス事業を始めた[8][73][74]
- 2001年 - インテルが、シネックス日本法人などに部品供給を始めた[75]
- 2003年 - アロシステムがユニットコムを買収し、世界最大規模のホワイトボックスPCチャネルと言われる一方で[76]、大塚商会の「αランド」が閉店した[77]
- 2004年 - 家電量販店での販売が好調で[22]、MCJが東証マザーズに上場し、ヤマダ電機がKOUZIROを子会社化した。マイクロソフトがホワイトボックス向けにWindows Media Centerの供給を始めた[5]
- 2005年 - インテルがチャネル製品事業部を新設し[78]、MCJがシネックス日本法人を買収した
- 2007年 - MCJがアロシステムを子会社化した（その後ユニットコムに社名変更）

## 日本の代表的なメーカー
生産規模が大きいほど規模の経済が働きコストが下がるので、大規模化し寡占化が進んでいる。
- MCJグループ
  - マウスコンピューター、 ユニットコム[79]
- サードウェーブ[79]
- ヤマダ電機グループ
  - KOUZIRO[79]
- エプソンダイレクト

2007年当時はこれ以外に工人舎、ピーシーデポコーポレーション、ソルダムなども大手だったと言われる。

## アメリカのメーカー
ソリューションプロバイダー向けの雑誌「CRNマガジン」の「50 Leading System Builders」（2006年） によると、生産数第1位はEquus Computer Systems（ミネソタ州ミネアポリス）である。2005年にデスクトップ型14万台、ノート型1万7500台、サーバー1万5000台、ストレージ1000台を生産した。第2位はNorthern Computer Technologies（略：Nor-tech、ミネソタ州バーンズビル）で、デスクトップ型6万600台、ノート型3600台、サーバー6000台、ストレージ1200台、他3600台を生産して4200万ドルを売り上げた。第3位のBold Data Technology（略：BOLData、カリフォルニア州フリーモント）はデスクトップ型2万2000台、ノート型240台、サーバー5000台、ストレージ10台、他4万3000台を生産して、売上高が2億4800万ドルだった。これらの会社はマイクロソフトのプレスリリース やNVIDIAの「Certified System Builders」や「Computer Manufacturers」、インテルのソリューション・サミットなどでも見かける。